# Nuevo Estadio de la Victoria
Das Nuevo Estadio de la Victoria ist ein Fußballstadion in der spanischen Stadt Jaén, Autonome Gemeinschaft Andalusien. Es bietet Platz für 12.569 Zuschauer und ist das Heimstadion von Real Jaén.

## Geschichte

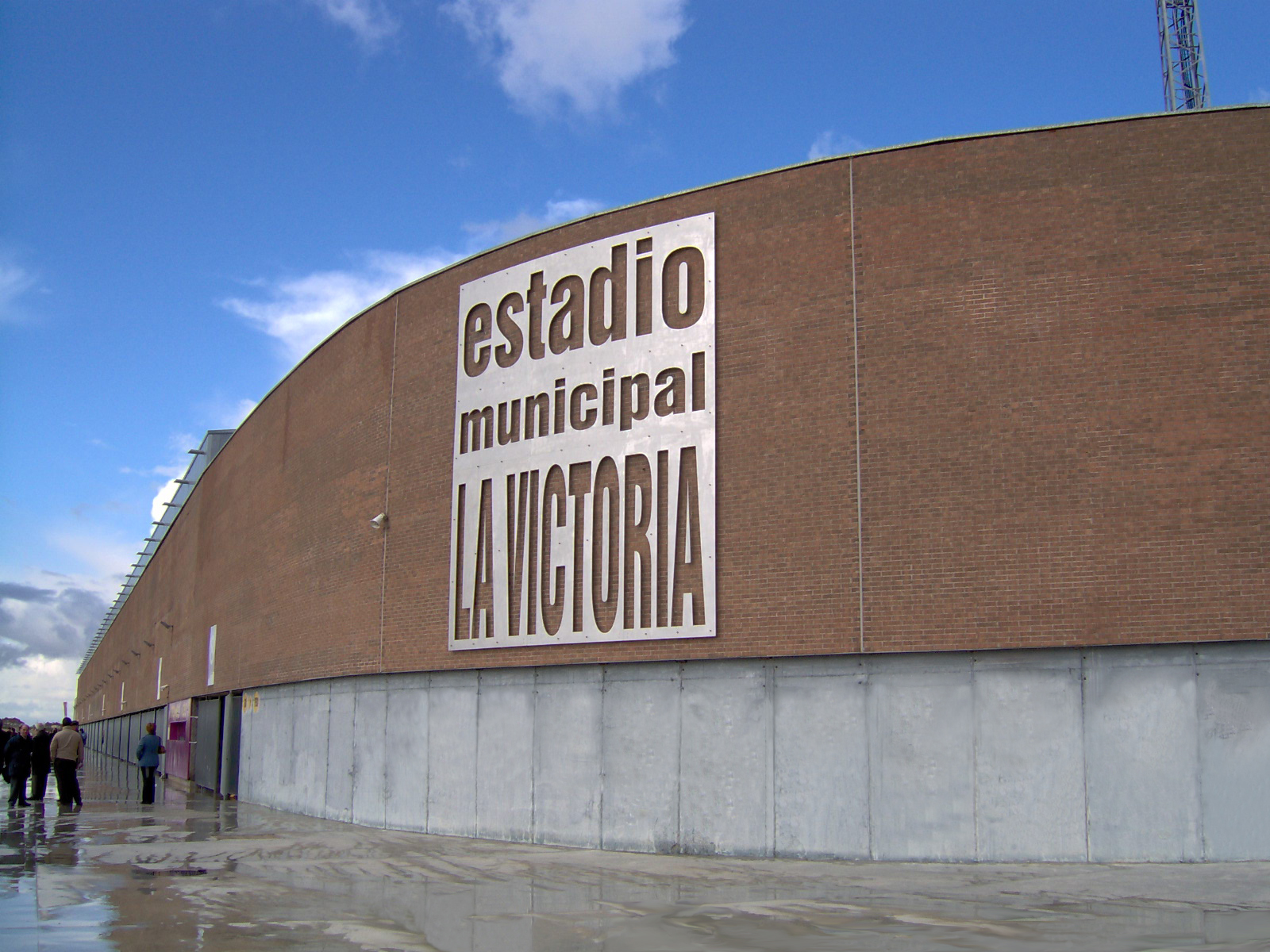
Fassade des Stadions

Das Nuevo Estadio de la Victoria wurde im Jahre 2001 eröffnet. Das erste Spiel in diesem Stadion fand statt zwischen Real Jaén und Polideportivo Ejido. Die Begegnung, die ein Zweitligaspiel zwischen zwei Mannschaften, die heute in der dritten spanischen Liga aktiv sind, war, endete mit 3:1 für den Gastgeber. Drei Tage zuvor, am 29. August, war das Stadion in Jaén feierlich eröffnet worden. Das erste Mal ausverkauft war das Estadio Nuevo de la Victoria 2009 während der Relegationsspiele um den Aufstieg in die Segunda División gegen die zweite Mannschaft des FC Villarreal, die sich dann schließlich durchsetzte und einen Aufstieg von Real Jaén verhinderte. Während der Zeit seines Bestehens von 2001 bis heute war das Nuevo Estadio de la Victoria im Vergleich zu den anderen Stadien in der Segunda División B relativ gut gefüllt, was aber wohl auch mit an der günstigen Lage der Arena am Stadtrand von Jaén und der geringen Entfernung der Tribünen vom Spielfeld liegt. Es fand auch schon ein Spiel der spanischen U21-Fußballnationalmannschaft im Nuevo Estadio de la Victoria statt, nämlich eines gegen Portugal, das Spanien 2:1 gewann.
Das Nuevo Estadio de la Victoria ist ein Stadion, das sein Vorgängerstadion ersetzt hat. Dieses hieß Estadio de la Victoria und wurde im Jahre 1944 erbaut. Im Estadio de la Victoria fanden zum Schluss 11.500 Zuschauer Platz. Das Problem war jedoch, dass sich dieses Stadion direkt im Zentrum der Stadt befand und die Zuschauer oftmals nicht von den Zuschauerrängen im Stadion das Spielgeschehen verfolgten, sondern von ihren Balkons an den Seiten der nahegelegenen Häuser, was natürlich zu erheblich geringeren Einnahmen führte, da die Zuschauer die Spiele ja kostenlos anschauten. Diese Tatsache sowie das zunehmende Alter des Estadio de la Victoria führten 2001 zu dem Gedanken, eine neue Spielstätte für Real Jaén zu errichten. Das letzte Spiel im alten Stadion war das letzte Ligaspiel der Saison 2000/01 zwischen Real Jaén und Betis Sevilla, welches Betis mit 2:0 gewann und damit den Aufstieg in die Primera División feierte. Schließlich wurde das Estadio de la Victoria 2005 abgerissen.